# Marion Warner
Marion Warner (Indianapolis, 1893 – ...) è stata un'attrice statunitense attiva nel cinema all'epoca del muto che lavorò, negli anni dieci del Novecento, per la casa di produzione di Chicago Selig Polyscope Company.

## Filmografia
- In the Line of Duty - cortometraggio (1915)
- Love and the Leopard, regia di E.A. Martin - cortometraggio (1915)
- The Missing Ruby, regia di Tom Santschi - cortometraggio (1915)
- Perils of the Jungle, regia di E.A. Martin - cortometraggio (1915)
- The Gentleman Burglar, regia di E.A. Martin - cortometraggio (1915)
- The Strenght of a Samson, regia di E.A. Martin - cortometraggio (1915)
- The Jungle Stockade, regia di Tom Santschi - cortometraggio (1915)
- The Idol of Fate, regia di Norval MacGregor - cortometraggio (1915)
- The Tyrant of the Veldt, regia di Tom Santschi - cortometraggio (1915)
- Lonely Lovers, regia di E.A. Martin - cortometraggio (1915)
- The Lion's Mate, regia di Tom Santschi - cortometraggio (1915)
- The Jaguar Trap, regia di Tom Santschi - cortometraggio (1915)
- How Callahan Cleaned Up Little Hell, regia di Tom Santschi - cortometraggio (1915)
- The Octopus, regia di Tom Santschi - cortometraggio (1915)
- The Heart of Paro, regia di Tom Santschi - cortometraggio (1915)
- In the King's Service, regia di Tom Santschi - cortometraggio (1915)
- The Prima Donna's Mother, regia di E.A. Martin - cortometraggio (1915)
- 'Neath Calvary's Shadows, regia di William Robert Daly - cortometraggio (1915)
- The Blood Seedling, regia di Tom Santschi - cortometraggio (1915)
- The Vengeance of Rannah, regia di Tom Santschi - cortometraggio (1915)
- Young Love, regia di Tom Santschi - cortometraggio (1915)
- A Jungle Revenge, regia di Tom Santschi - cortometraggio (1915)
- Hartney Merwin's Adventure, regia di E.A. Martin - cortometraggio (1915)
- The Grinning Skull, regia di George Nichols - cortometraggio (1916)
- Unto Those Who Sin, regia di William Robert Daly (1916)
- The Cycle of Fate, regia di Marshall Neilan (1916)
- The Far Country, regia di Frank Beal - cortometraggio (1916)
- Little Lost Sister, regia di Alfred E. Green (1917)
- Captain Kiddo
- Tears and Smiles
- The Curse of Eve
- The Little Patriot
- Daddy's Girl, regia di William Bertram (1918)
- A Daughter of the West, regia di William Bertram (1918)
- The Old Maid's Baby, regia di William Bertram (1919)